# Litsea cinerascens
Litsea cinerascens är en lagerväxtart som beskrevs av Henry Nicholas Ridley. Litsea cinerascens ingår i släktet Litsea och familjen lagerväxter. Inga underarter finns listade i Catalogue of Life.